# Hietajärvi (sjö i Finland, Norra Karelen, lat 63,15, long 28,78)
Hietanen eller Hietajärvi är en sjö i Finland. Den ligger i kommunen Juga i landskapet Norra Karelen, i den centrala delen av landet, 400 km nordost om huvudstaden Helsingfors. Hietanen ligger 142,1 meter över havet. Den är 13,3 meter djup. Arean är 67,6 hektar och strandlinjen är 8,49 kilometer lång. Sjön  ingår i Vuoksens huvudavrinningsområde. 